# A Woofer in Tweeter's Clothing
A Woofer in Tweeter's Clothing è il secondo album in studio del gruppo rock statunitense Sparks, pubblicato nel 1973.

## Tracce
Side 1
1. Girl From Germany – 3:26 (Russell Mael, Ron Mael)
2. Beaver O'Lindy – 3:44 (Ron Mael, Russell Mael, Earle Mankey, Jim Mankey, Harley Feinstein)
3. Nothing is Sacred – 5:31 (Ron Mael)
4. Here Comes Bob – 2:09 (Ron Mael, Russell Mael)
5. Moon Over Kentucky – 4:08 (Jim Mankey, Ron Mael)

Side 2
1. Do-Re-Mi – 3:38 (Richard Rodgers, Oscar Hammerstein II)
2. Angus Desire – 3:25 (Ron Mael, Russell Mael)
3. Underground – 2:59 (Earle Mankey)
4. The Louvre – 5:04 (Ron Mael)
5. Batteries Not Included – 0:47 (Ron Mael)
6. Whippings and Apologies – 5:05 (Ron Mael)

## Formazione
- Russell Mael - voce
- Ron Mael - tastiera
- Earle Mankey - chitarra
- Jim Mankey - basso
- Harley Feinstein - batteria